# Regime fechado
No Brasil, de acordo com a lei 7 210, dá-se o nome de prisão em regime fechado à pena de prisão que é cumprida em estabelecimento de segurança máxima ou média. A cela deverá ter, no mínimo, seis metros quadrados. No caso de penitenciárias femininas, as gestantes e mães com recém-nascidos deverão ter uma área especial.